# Paulo Miranda de Oliveira
Paulo Miranda de Oliveira (São Paulo, 25 de janeiro de 1974) é um ex-futebolista e técnico brasileiro. Atualmente, esta sem clube.
Jogou no Vasco da Gama, Paraná Clube, Atlético Paranaense, Bordeaux, Cruzeiro, Flamengo, São Caetano, Coritiba, Itumbiara, Joinville e Santa Helena, e Deportivo Anzoátegui.
Paulo Miranda foi seis vezes campeão paranaense e no Vasco da Gama participou do elenco que venceu o Torneio Rio-São Paulo de 1999, a Copa Mercosul de 2000 e a Copa João Havelange.
Pelo Cruzeiro foi Campeão Mineiro e da Copa do Brasil em 2003.